# Drozdík
Drozdík je české rodové jméno ptáků, kteří byli původně řazeni zejména do čeledi drozdovitých.

## Seznam rodů
drozdovití
rody:
- Chlamydochaera  Sharpe, 1887 – 1 druh
- Neocossyphus  G. A. Fischer, 1884 – 2 druhy
- Stizorhina  Oberholser, 1899 – 2 druhy

lejskovití
rody:
- Alethe  Cassin, 1859 – 2 druhy
- Heinrichia  Stresemann, 1931 – 1 druh
- Heteroxenicus Sharpe, 1902 – 1 druh

podčeleď Cossyphinae (Erithacinae?) 
rody:
- Chamaetylas  Heine, 1860 – 4 druhy
- Cichladusa  Peters, 1863 – 3 druhy
- Cossypha  Vigors, 1825 – 14 druhů
- Cossyphicula   Grote, 1934 – 1 druh

podčeleď Saxicolinae
rody:
- Brachypteryx   Horsfield, 1821 – 6 druhů
- Sholicola   Robin, Vishnudas, Gupta, Rheindt, Hooper, Ramakrishnan & Reddy, 2017 – 2 druhy

## Druhy
| Český název       | Latinský název                           | Obrázek | Domovina                                       |
| ----------------- | ---------------------------------------- | ------- | ---------------------------------------------- |
| drozdík běloocasý | Neocossyphus poensis (Strickland, 1844)  |         | centrální Afrika                               |
| drozdík černoprsý | Chlamydochaera jefferyi Sharpe, 1887     |         | jihovýchodní Asie a Borneo                     |
| drozdík guinejský | Stizorhina finschi (Sharpe, 1870)        |         | Sierra Leone, Liberie, Ghana, Benin, a Nigerie |
| drozdík pralesní  | Neocossyphus rufus (G. A. Fischer, 1884) |         | centrální Afrika                               |
| drozdík rezavý    | Stizorhina fraseri (Strickland, 1844)    |         | centrální Afrika                               |

| Český název                                                                                              | Latinský název                                                    | Obrázek | Domovina                                                 |
| --- | ----------------------------------------------------------------- | ------- | -------------------------------------------------------- |
| drozdík angolský                                                                                         | Cossypha ansorgei (Hartert, 1907) (syn. Xenocopsychus ansorgei)   |         | Angola, Namibie                                          |
| drozdík bělobrvý                                                                                         | Cossypha heuglini Hartlaub, 1866                                  |         | východní, střední a jižní Afrika                         |
| drozdík bělobřichý                                                                                       | Cossyphicula roberti (Alexander, 1903)                            |         | Kamerun, ostrov Bioko                                    |
| drozdík běločapkový                                                                                      | Cossypha albicapillus (Vieillot, 1818)                            |         | centrální Afrika                                         |
| drozdík bělohlavý                                                                                        | Cossypha heinrichi Rand, 1955                                     |         | Angola, Kongo                                            |
| drozdík bělohrdlý                                                                                        | Cossypha humeralis (A. Smith, 1836)                               |         |                                                          |
| drozdík běloprsý                                                                                         | Chamaetylas fuelleborni (Reichenow, 1900)                         |         | Malawi, Mosambik, Tanzanie a Zambie.                     |
| drozdík bělotemenný                                                                                      | Cossypha niveicapilla (Lafresnaye, 1838)                          |         | centrální Afrika                                         |
| drozdík celebeský                                                                                        | Heinrichia calligyna Stresemann, 1931                             |         | Sulawesi                                                 |
| drozdík cihlovohrdlý                                                                                     | Chamaetylas poliophrys (Sharpe, 1902)                             |         |                                                          |
| drozdík etiopský                                                                                         | Cossypha semirufa (Rüppell, 1837)                                 |         | Eritrea, Etiopie, Keňa, Jižní Súdán, Tanzanie            |
| drozdík horský                                                                                           | Cossypha isabellae G. R. Gray, 1862                               |         | Kamerun                                                  |
| drozdík hnědavý                                                                                          | Alethe castanea (Cassin, 1856)                                    |         | Nigerie, Uganda                                          |
| drozdík hnědoprsý                                                                                        | Chamaetylas poliocephala (Bonaparte, 1850)                        |         | africký deštný prales                                    |
| drozdík indický                                                                                          | Sholicola major (Jerdon, 1844) (syn. Phoenicura major)            |         | Indie, v jižních státech Kerala a jihozápadní Karnataka  |
| drozdík kapský                                                                                           | Cossypha caffra (Linnaeus, 1771)                                  |         |                                                          |
| drozdík kaštanovohřbetý                                                                                  | Heteroxenicus stellatus (Gould, 1868) (syn. Brachypteryx stellata |         | centrální Himálaj, jižní Čína, severní Myanmar a Vietnam |
| drozdík límcový                                                                                          | Cichladusa arquata W. K. H. Peters, 1863                          |         | centrální Afrika                                         |
| drozdík malawiský                                                                                        | Chamaetylas choloensis (Sclater, 1927)                            |         | Malawi a Mosambik                                        |
| drozdík mbuluský (syn. drozdík tanzanský mbuluský)                                                       | Cossypha anomala mbuluensis (Grant & Mackworth-Praed, 1937)       |         |                                                          |
| drozdík malý                                                                                             | Brachypteryx leucophris (Temminck, 1827)                          |         | jihovýchodní Asie, Sumatra, Jáva, Malé Sundy             |
| drozdík modroramenný                                                                                     | Cossypha cyanocampter (Bonaparte, 1850)                           |         | africký deštný prales                                    |
| drozdík modrý                                                                                            | Brachypteryx montana Horsfield, 1821                              |         | Jáva                                                     |
| drozdík ohnivotemenný                                                                                    | Alethe diademata (Bonaparte, 1850)                                |         | Senegal. Togo                                            |
| drozdík oranžovohlavý                                                                                    | Cossypha natalensis A. Smith, 1840                                |         | středni a jižní Afrika                                   |
| drozdík rudobřichý                                                                                       | Brachypteryx hyperythra Blyth, 1861                               |         | Jün-nan, severovýchodní Indie, severní Myanmar           |
| drozdík rezavoocasý                                                                                      | Cichladusa ruficauda (Hartlaub, 1857)                             |         | centrální Afrika                                         |
| drozdík šedokřídlý                                                                                       | Cossypha polioptera Reichenow, 1892                               |         | centrální Afrika                                         |
| drozdík tanzanský                                                                                        | Cossypha anomala (Shelley, 1893)                                  |         | Tanzanie, Malawi, Mosambik                               |
| drozdík tečkovaný                                                                                        | Cichladusa guttata (Heuglin, 1862)                                |         | Etiopie, Keňa, Somálsko, Súdán, Tanzanie a Uganda        |
| drozdík zairský                                                                                          | Cossypha archeri Sharpe, 1902                                     |         |                                                          |
| drozdík zpěvný                                                                                           | Cossypha dichroa (J. F. Gmelin, 1789)                             |         | jižní Afrika                                             |
| | Brachypteryx cruralis (Blyth, 1843)                               |         | Himálaj, jižní Čína, severní Indočína                    |
| | Brachypteryx goodfellowi Ogilvie-Grant, 1912                      |         | Tchaj-wan                                                |
| | Brachypteryx sinensis Rickett, 1897                               |         | jižní Čína                                               |
| | Sholicola albiventris (Blanford, 1868) (syn. Callene albiventris) |         | jižní Indie                                              |
| V tabulce jsou uvedeny také ostatní druhy uvedených rodů, tedy i ty, které nemají oficiální český název. |                                                                   |         |                                                          |

## Podobné české rodové názvy
- drozd
- drozdec
- drozdek
- drozdovec